# مارک والبرگ
مارک رابرت مایکل والبرگ (انگلیسی: Mark Robert Michael Wahlberg؛ زادهٔ ۵ ژوئن ۱۹۷۱) بازیگر آمریکایی است. او برای فیلم جدامانده (۲۰۰۶) نامزد جایزه اسکار بهترین بازیگر نقش مکمل مرد و نامزد جایزه گلدن گلوب بهترین بازیگر نقش مکمل مرد و برای فیلم مشت‌زن (۲۰۱۰) نامزد جایزه اسکار بهترین فیلم و نامزد جایزه گلدن گلوب بهترین بازیگر مرد فیلم درام شد. او در آغاز کار حرفه‌ای خود، زمانی که به‌عنوان رپر در گروه مارکی مارک اند د فانی بانچ به شهرت رسید، وی با نام مارکی مارک شناخته می‌شد. بر اساس گزارش فوربز، او در سال ۲۰۱۷ با درآمد ۶۸ میلیون دلار آمریکا عنوان پر درآمدترین بازیگر تاریخ را از آن خود کرد که بیش از دو برابر درآمد اما استون پر درآمدترین بازیگر زن با ۲۶ میلیون دلار در سال ۲۰۱۷ است.

## اوایل زندگی
مارک والبرگ در ۵ ژوئن ۱۹۷۱، در محله دورچستر بوستون زاده شد، وی کوچک‌ترین فرزند خانواده است و هشت خواهر و برادر بزرگتر از خودش دارد. در هنگام تولد او، پدرش راننده کامیون و مادرش کارمند بانک بود، مادرش اصالتی ایرلندی-کانادایی و پدرش اصالتی سوئدی-ایرلندی دارد. پدرش هنگامی که عضو ارتش ایالات متحده بود، در جنگ کره به شدت مجروح شده بود. والدین او در سال ۱۹۸۲ از هم جدا شدند.
مارک والبرگ به عنوان یک کاتولیک بزرگ شد و به دبیرستان کوپلی رفت. او در ۱۳ سالگی مدرسه را رها کرد و به جای تحصیل، درگیر مسائل مرتبط با مواد مخدر و جنایت‌های خیابانی شد. والبرگ در جوانی به دلیل مزاحمت برای دیگران، سرقت و معامله مواد مخدر، نژادپرستی و تلاش برای قتل دستگیر شد. او در سال ۱۹۸۸ دستگیر شد و به مدت دو سال به کانون اصلاح جوانان فرستاده شد، اما فقط چهل و پنج روز در آنجا ماند.
والبرگ در سال ۲۰۱۴ با ابراز پشیمانی از جنایت‌های خود مورد عفو قرار گرفت. او در سال ۲۰۱۳ مدرک دیپلمش را دریافت کرد.

## آغاز حرفه

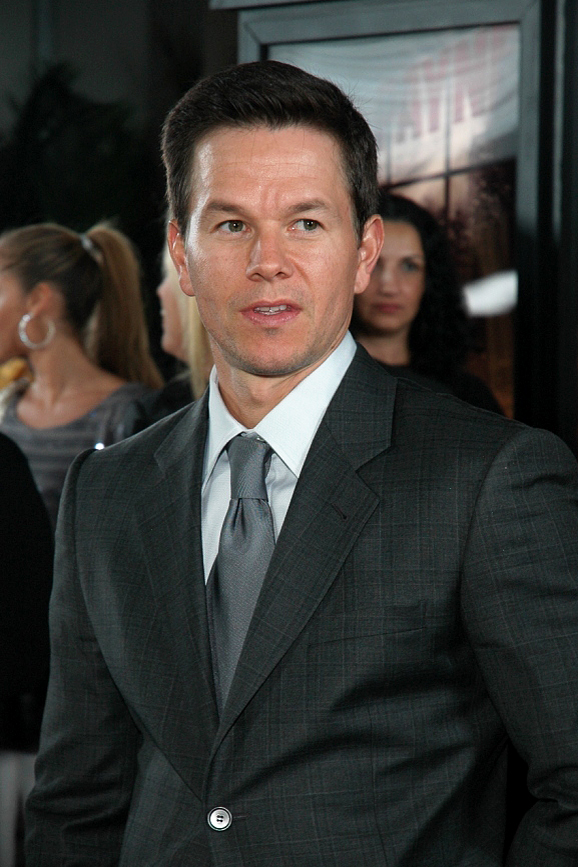
مارک والبرگ در اکران فیلم مکس پین

والبرگ در سال ۲۰۱۶، به کمک برادر بزرگترش دانی وارد عرصه موسیقی شد. او به مدت سه سال عضو گروه دانی و دوستانش به نام بچه‌های جدید بود ولی در ادامه گروه را ترک کرد و نام مارکی مارک را برای خود برگزید.
در سال ۱۹۹۰، با همکاری رپرهایی همچون اسکات راس، هربرت باروس و تری یانسی گروه موسیقی خود به نام مارکی مارک و فانکی بانچ را تشکیل داد و حتی یک بازی ویدئویی هم بر اساس گروه آنها ساخته شد. اولین آلبوم آنها به نام موسیقی برای مردم به شدت مورد استقبال قرار گرفت و آهنگ وایلدساید آنها در رتبه پنجم بیلبورد قرار گرفت.
مارک والبرگ بعدها با پرنس ایتال جو در آلبوم زندگی در خیابان‌ها همکاری کرد. او در سال ۱۹۹۱ آهنگی به نام نه مرسی را برای حمایت از دوست بوکسورش اجرا کرد. در سال ۱۹۹۷ مجموعه‌ای از تک آهنگ‌های مارک والبرگ با عنوان سرتاسر جهان به بازار آمد.
مدتی بعد والبرگ وارد عرصه مدلینگ شد و نخستین فعالیتش را با حضور در تبلیغات کالوین کلین آغاز کرد او یک ویدئو با نام تمرین‌های مارکی مارک تهیه کرد که در آن به مسئله تناسب اندام می‌پرداخت.
او نخستین بار و در سال ۱۹۹۳ و با فیلم تلویزیونی جانشین وارد عرصه بازیگری شد. بازی او در فیلم خاطرات بسکتبال به همراه لئوناردو دی‌کاپریو مورد تحسین منتقدان قرار گرفت و پس از آن توانست حضور پررنگتری در سینما داشته باشد.

## زندگی شخصی
مارک والبرگ در سال ۲۰۰۱، با رئا دورهام، مدل معروف وارد رابطه شد و در اوت ۲۰۰۹ و در کلیسایی واقع در بورلی هیلز، کالیفرنیا ازدواج کردند. هم‌اینک آنها چهار فرزند دارند به نام‌های الا (متولد ۲۰۰۳) برندن جوزف (متولد ۲۰۰۶) مایکل (۲۰۰۸) و گریس مارگارت (متولد ۲۰۱۰) مارک والبرگ همراه خانواده اش هم‌اکنون در لس آنجلس زندگی می‌کنند.

## مسائل حقوقی
در سال ۱۹۸۶ و ۱۹۸۸ در برخی از حملات با انگیزه نژادی شرکت کرد. در ژوئن ۱۹۸۶، والبرگ ۱۵ ساله و سه دوستش در حالی که فریاد می‌زدند «سیاهپوست را بکش، سیاهپوست را بکش» و به سوی آنها سنگ پرتاب می‌کردند، به تعقیب سه کودک سیاه‌پوست پرداختند. روز بعد، والبرگ و دیگران گروهی از دانش آموزان کلاس چهارم عمدتاً سیاهپوست (از جمله یکی از قربانیان روز قبل) را دنبال کردند که به گردش در یک ساحل می‌رفتند و توهین های نژادی فریاد می‌زدند، به سمت آنها سنگ پرتاب می‌کردند و «مردان سفید پوست دیگری را که به آنها پیوستند» به آزار و اذیت آنها پرداختند. در آگوست ۱۹۸۶، دعوی مدنی علیه والبرگ به دلیل نقض حقوق مدنی قربانیانش مطرح شد و والبرگ و دوستانش حکم حقوق مدنی صادر کردند که به عنوان هشداری بود که در صورت ارتکاب جنایت ناشی از نفرت دیگر، زندانی خواهند شد.
در آوریل ۱۹۸۸، والبرگ، که در آن زمان ۱۶ سال داشت، به یک مرد میانسال ویتنامی-آمریکایی در خیابان حمله کرد و او را با الفاظ توهین آمیز«لعنتی ویتنامی» خطاب کرد و با یک چوب بزرگ او را بیهوش کرد. بعداً در همان روز، او به جانی‌ ترین، یک ویتنامی-آمریکایی دیگر حمله کرد و با مشت به چشم او کوبید. هنگامی که والبرگ دستگیر شد و به صحنه وقوع جرم بازگشت و به افسران پلیس گفت: "حالا به شما می‌گویم که این مادر ..... را من زدم." بعداً، والبرگ توضیح داد که در آن زمان در PCP بود.
محققین همچنین خاطرنشان کردند که والبرگ "سابقه بیشماری از اظهارات نژادپرستانه خواسته در مورد آسیایی ها مانند " گوک‌ها " و "گوک‌های چشم کج " بیان کرد. او ابتدا به دلیل اقدام به قتل دستگیر شد. او به دو فقره ضرب و شتم  با سلاح خطرناک، یک مورد نگهداری ماری جوانا و تحقیر نژادی به دلیل نقض دستور حقوق مدنی قبلی که در سال ۱۹۸۶ دریافت کرد، متهم شد. والبرگ اعتراف کرد که دومین قربانی را برای همیشه از یک چشم نابینا  کرده است، اگرچه ترینه بعداً گفت که او در واقع در طول جنگ ویتنام چشم خود را در حین خدمت در ارتش جمهوری ویتنام از دست داده است.
در آگوست ۱۹۹۲، والبرگ در یک حمله، فک همسایه خود رابرت کران را شکست. اسناد دادگاه بیان می‌کنند که در سال ۱۹۹۲، والبرگ، "بدون هیچ دلیل، به طرز وحشیانه و مکرر به صورت کران لگد زد، در حالی که مرد دیگری به نام درک مک کال، قربانی را روی زمین نگه داشت. وکیل والبرگ ادعا کرد که والبرگ و مک کال که سیاه‌پوست است، پس از اینکه مک کال توسط کران مورد توهین نژادی قرار گرفت ، عصبانی شدند. دعوا بین دو طرف حل و فصل شد و از محاکمه جنایی اجتناب شد.
در سال ۲۰۰۶، والبرگ گفت که بهتر  با ترینه قربانی ملاقات کند و جبران کند. در سال ۲۰۱۴، والبرگ برای محکومیت خود از ایالت ماساچوست درخواست عفو کرد. که جنجال برانگیخت. به گفته بی‌بی‌سی، بحث در مورد مناسب بودن او برای عفو «مسائل دشواری را مطرح کرد، با استدلال‌های هر دو طرف گسترده و پیچیده». والبرگ بعداً گفت که از تلاش برای دریافت عفو پشیمان است و دادخواست او پس از اینکه نتوانست به درخواست هیئت عفو در مورد اینکه آیا می‌خواهد باز بماند یا خیر پاسخ نداد بسته شد. در سال ۲۰۱۶، والبرگ گفت که با Trinh ملاقات کرده و «به خاطر آن اعمال وحشتناک» عذرخواهی کرده است. ترینه بیانیه ای عمومی برای بخشش والبرگ منتشر کرد

## کمک‌های مالی
مارک والبرگ در سال ۲۰۰۱، مرکزی را به نام مؤسسه جوانان مارک والبرگ را با هدف پرداختن به مشکلات جوانان تأسیس کرد. او همچنین با چند مرکز خیریه برای کمک به کودکان و زنان بی‌خانمان همکاری می‌کند.

## جوایز

### جایزه گلدن گلوب
- کاندیدای جایزه گلدن گلوب بهترین بازیگر نقش مکمل مرد برای فیلم جدامانده
- کاندیدای جایزه گلدن گلوب بهترین بازیگر مرد فیلم درام برای فیلم مشت‌زن

### جایزه اسکار
- کاندیدای جایزه اسکار بهترین بازیگر نقش مکمل مرد برای فیلم جدامانده
- کاندیدای جایزه اسکار بهترین تصویر برای فیلم مشت‌زن

### جایزه امی
- کاندیدای جایزه امی ساعت پربیننده برای بهترین بازیگر مرد برای سریال دارودسته در سال‌های ۲۰۰۷ تا ۲۰۰۹

## فیلم‌شناسی

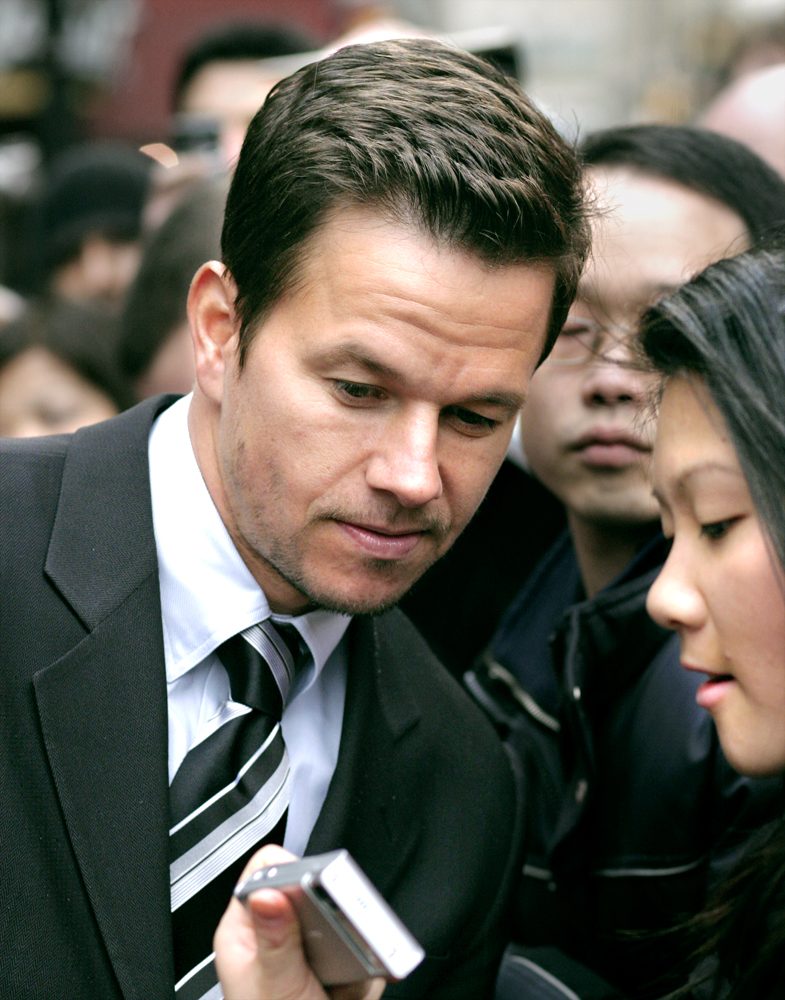
مارک والبرگ در سال ۲۰۰۷

| سال       | عنوان                          | نقش                                | توضیحات                 |
| --------- | ------------------------------ | ---------------------------------- | ----------------------- |
| ۱۹۹۴      | مرد رنسانس                     | تامی لی                            |                         |
| ۱۹۹۵      | خاطرات بسکتبال                 | میکی                               |                         |
| ۱۹۹۶      | ترس                            | دیوید مک کال                       |                         |
| ۱۹۹۷      | مسافر                          | پات اوهرا                          |                         |
| ۱۹۹۷      | شب‌های عیاشی                    | ادی ادامز / دریک دیگلر             |                         |
| ۱۹۹۸      | ضربه بزرگ                      | ملوین                              |                         |
| ۱۹۹۹      | مفسد                           | دنی والاس                          |                         |
| ۱۹۹۹      | سه پادشاه                      | تروی                               |                         |
| ۲۰۰۰      | محوطه                          | لئو هندلر                          |                         |
| ۲۰۰۰      | کاملاً طوفانی                   | رابرت بابی شاتفورد                 |                         |
| ۲۰۰۱      | سیاره میمون‌ها                  | کاپیتان لئو دیویسین                |                         |
| ۲۰۰۱      | ستاره راک                      | کریس کول                           |                         |
| ۲۰۰۲      | حقیقت درباره چارلی             | جوشوآ پیترس                        |                         |
| ۲۰۰۳      | کسب‌وکار ایتالیایی              | چارلی کراکر                        |                         |
| ۲۰۰۳      | شبانه                          | خودش                               | مستند                   |
| ۲۰۰۴      | جویس                           | راوی                               | همچنین تهیه‌کننده اجرایی |
| ۲۰۰۴      | قلب من هاکبی                   | تامی کورن                          |                         |
| ۲۰۰۴–۲۰۱۰ | دارودسته                       |                                    | سریال تلویزیونی         |
| ۲۰۰۵      | چهار برادر                     | رابرت بابی مرکر                    |                         |
| ۲۰۰۶      | شکست‌ناپذیر                     | وینسنت فرانسیس                     |                         |
| ۲۰۰۶      | جدامانده                       | گروهبان دیگنام                     |                         |
| ۲۰۰۷      | تک‌تیرانداز                     | باب لی                             |                         |
| ۲۰۰۷      | شب مال ماست                    | کاپیتان جوزف                       | همچنین تهیه‌کننده        |
| ۲۰۰۸      | اتفاق                          | الیوت                              |                         |
| ۲۰۰۸      | مکس پین                        | مکس پین                            |                         |
| ۲۰۰۸      | پخش زنده شنبه شب               |                                    |                         |
| ۲۰۰۸–۲۰۱۰ | تحت درمان                      |                                    |                         |
| ۲۰۰۹      | استخوان‌های دوست‌داشتنی          | جیکوب سالمون                       |                         |
| ۲۰۱۰      | شب قرار                        | هالبروک گرنت                       |                         |
| ۲۰۱۰      | اون‌یکی‌ها                       | تری                                |                         |
| ۲۰۱۰      | مشت‌زن                          | میکی وارد                          | همچنین تهیه‌کننده        |
| ۲۰۱۰–۲۰۱۴ | امپراتوری بوردواک              |                                    |                         |
| ۲۰۱۲      | قاچاق                          | کریس                               | همچنین تهیه‌کننده        |
| ۲۰۱۲      | تد                             | جان بنت                            |                         |
| ۲۰۱۳      | شهر ویران                      | بیلی تاگارت                        | همچنین تهیه‌کننده        |
| ۲۰۱۳      | رنج و گنج                      | دنیل لوگو                          |                         |
| ۲۰۱۳      | ۲ اسلحه                        | مایکل                              |                         |
| ۲۰۱۳      | تنها بازمانده                  | مارکوس لوترل                       | همچنین تهیه‌کننده        |
| ۲۰۱۳      | زندانیان                       |                                    |                         |
| ۲۰۱۴      | تبدیل‌شوندگان: عصر انقراض       | کید یگر                            |                         |
| ۲۰۱۴      | قمارباز                        | جیم بنت                            | همچنین تهیه‌کننده        |
| ۲۰۱۵      | موهاوی                         | نورمن                              |                         |
| ۲۰۱۵      | دارودسته                       | خودش                               | همچنین تهیه‌کننده        |
| ۲۰۱۵      | تد ۲                           | جان بنت                            |                         |
| ۲۰۱۵      | خونه بابا                      | داستی مایرون                       |                         |
| ۲۰۱۵–۲۰۱۹ | فوتبالیست‌ها (مجموعه تلویزیونی) |                                    |                         |
| ۲۰۱۶      | دیپ‌واتر هورایزن                | مایک ویلیامز                       | همچنین تهیه‌کننده        |
| ۲۰۱۶      | روز میهن‌پرستان                 | تامی ساندرس                        | همچنین تهیه‌کننده        |
| ۲۰۱۷      | تبدیل‌شوندگان: آخرین شوالیه     | کید یگر                            | همچنین تهیه‌کننده        |
| ۲۰۱۷      | خونه بابا ۲                    | داستی مایرون                       |                         |
| ۲۰۱۷      | تمام پول‌های جهان               | فلچر چیس                           |                         |
| ۲۰۱۸      | ۲۲ مایل                        | جیمز سیلوا                         | همچنین تهیه‌کننده        |
| ۲۰۱۸      | خانواده فوری                   | پیت واگنر                          | همچنین تهیه‌کننده        |
| ۲۰۲۰      | محرمانه اسپنسر                 | اسپنسر                             | همچنین تهیه‌کننده        |
| ۲۰۲۰      | اسکوب                          | برایان کراون / بلو فالکون          | صداپیشه                 |
| ۲۰۲۰      | جو بل                          | جو بل                              | همچنین تهیه‌کننده        |
| ۲۰۲۱      | بی‌نهایت                        | ایوان مک‌کالی / هاینریش ترداوی ۲۰۲۰ | همچنین تهیه‌کننده        |
| ۲۰۲۲      | آنچارتد                        | ویکتور سالیوان                     |                         |
| ۲۰۲۲      | پدر استو                       | استوارت لانگ                       | همچنین تهیه‌کننده        |
| ۲۰۲۲      | زمان من                        | هاک دمبو                           |                         |
| ۲۰۲۳      | نقشه خانوادگی                  | دن                                 | همچنین تهیه‌کننده        |
| ۲۰۲۴      | آرتور شاه                      | میکائیل لیندنورد                   | همچنین تهیه‌کننده        |
| ۲۰۲۴      | اتحاد                          | مایک                               | همچنین تهیه‌کننده        |
| TBA       | خطر پرواز                      |                                    |                         |